# Slaget vid Diyala
Slaget vid Diyala var ett slag 693 f.Kr. mellan det assyriska imperiet under kung Sanherib och en elamitisk allians under Babylons kung Mushezib-Marduk  som stod vid floden Diyala i vad som då var Babylonien. 

## Bakgrund
Från 800-talet och framåt hade det assyriska imperiet expanderat över hela norra Mesopotamien, ned i Levanten och in i Babylonien. Babylonien var ett av de mest problematiska områdena i riket då de ständigt reste sig i uppror mot Assyrien. Efter att ha besegrat ännu ett babyloniskt uppror beslutade sig Sanherib för att anfalla och straffa elamiterna då deras kungadöme Elam i vad som idag är sydvästra Iran hade stöttat babylonierna. 

## Slaget
Innan slaget hade Sanherib under 694 f.Kr. erövrat och bränt en serie elamitiska städer som straff för deras försök att driva ut assyrierna ur norra Babylonien. 693 f.Kr. hade Elam dock samlat ihop en armé som tillsammans med babylonierna och allierade från grannkungadömet Ellipi mötte den assyriska armén vid Diyalafloden. Enligt de assyriska källorna skall de ha vunnit en förkrossande seger över Elam och dess allierade men då inga nya anfall mot Babylon utfördes 692 f.Kr. tros deras seger som mest ha varit en pyrrisk sådan. En annan sak som talar för det är att slaget endast nämns som hastigast utan några detaljer i de assyriska källorna. Att slaget inte nämns i Babylon eller Elam pekar dock på att assyrierna åtminstone vann slaget. Inte förrän 647 f.Kr. skulle assyrierna slutligen lyckas besegra Elam.